# Harlan Coben
Harlan Coben (Newark, Nova Jersey, 4 de janeiro de 1962) é um autor americano de livros. Os seus livros são do gênero "Mistério", onde muitas vezes suas histórias envolvem casos de eventos não resolvidos no passado, como homicídios e acidentes fatais.

## Vida
Coben nasceu em uma família Judia, em Newark, Nova Jersey, mas foi criado e educado em Livingston, Nova Jersey, com o amigo da família de infância e futuro político Chris Christie. 

## Obras publicadas

### Série Myron Bolitar
| #  | Título               | Lançamento (EUA) | Lançamento (Brasil) | Editora      | ISBN          | Título Original  |
| -- | -------------------- | ---------------- | ------------------- | ------------ | ------------- | ---------------- |
| 1  | Quebra de Confiança  | 1995             | 2011                | Arqueiro     | 9788580410037 | Deal Breaker     |
| 2  | Jogada Mortal        | 1996             | 2012                | Arqueiro     | 9788580410464 | Drop Shot        |
| 3  | Sem Deixar Rastros   | 1996             | 2012                | Arqueiro     | 9788580410907 | Fade Away        |
| 4  | O Preço da Vitória   | 1997             | 2013                | Arqueiro     | 9788580411232 | Back Spin        |
| 5  | Um Passo em Falso    | 1998             | 2014                | Arqueiro     | 9788580413403 | One False Move   |
| 6  | Detalhe Final        | 1999             | 2015                | Arqueiro     | 9788580414578 | The Final Detail |
| 7  | O medo mais profundo | 2000             | 2016                | Arqueiro     | 9788580416145 | Darkest Fear     |
| 8  | A Promessa**         | 2006             | 2008/Janeiro2017    | Arx/Arqueiro | 9788575813041 | Promise Me       |
| 9  | Quando Ela Se Foi    | 2009             | 2011                | Arqueiro     | 9788580410112 | Long Lost        |
| 10 | Alta Tensão          | 2011             | 2011                | Arqueiro     | 9788580410211 | Live Wire        |
| 11 | Volta Para Casa      | 2016             | 2018                | Arqueiro     | 9788580418347 | Home             |
| 12 | Pense duas vezes     | 2024             | 2025 (02/07/25)     | Arqueiro     | 9786555658347 | Think Twice      |

*The Rise and Fall of Super D (História curta inserida no final do livro The Innocent, 2005, ISBN 0-525-94874-0) Não consta na versão brasileira do livro.
**A Promessa - relançamento pela Editora Arqueiro em Fevereiro de 2017

### Série Mickey Bolitar (spinoff 1 de Myron Bolitar)
| # | Título                  | Lançamento (EUA) | Lançamento (Brasil) | Editora  | ISBN          | Título Original |
| - | ----------------------- | ---------------- | ------------------- | -------- | ------------- | --------------- |
| 1 | Refúgio                 | 2011             | 2012                | Arqueiro | 9788580410723 | Shelter         |
| 2 | Uma Questão de Segundos | 2012             | 2013                | Arqueiro | 9788580411768 | Seconds Away    |
| 3 | A Toda Prova            | 2014             | 2015                | Arqueiro | 9788580413687 | Found           |

### Série Windsor Horne Lockwood III (spinoff 2 de Myron Bolitar)
| # | Título | Lançamento (EUA) | Lançamento (Brasil) | Editora  | ISBN             | Título Original |
| - | ------ | ---------------- | ------------------- | -------- | ---------------- | --------------- |
| 1 | Win    | 2021             | 2021                | Arqueiro | ASIN: B098K8C94M | Win             |

### Série Wilde
| # | Título               | Lançamento (EUA) | Lançamento (Brasil) | Editora  | ISBN                                   | Título Original        |
| - | -------------------- | ---------------- | ------------------- | -------- | -------------------------------------- | ---------------------- |
| 1 | O Menino do Bosque   | 2020             | 2021 (15 Abr)       | Arqueiro | 978-6555650969                         | The Boy from the Woods |
| 2 | Identidades Cruzadas | 2022             | 2023                | Arqueiro | ISBN: 9786555654769 EAN: 9786555654769 | The Match              |

### Livros independentes
| #  | Título                   | Lançamento (EUA) | Lançamento (Brasil)   | Editora      | ISBN                                                        | Título Original  |
| -- | ------------------------ | ---------------- | --------------------- | ------------ | ----------------------------------------------------------- | ---------------- |
| 1  | Fingir de morto          | 1990             | Não lançado no Brasil | --           | --                                                          | Play Dead        |
| 2  | Cura milagrosa           | 1991             | Não lançado no Brasil | --           | --                                                          | Miracle Cure     |
| 3  | Não Conte a Ninguém      | 2001             | 2009                  | Arqueiro     | 9788599296516                                               | Tell No One      |
| 4  | Desaparecido para sempre | 2002             | 2009                  | Arqueiro     | 9788599296707                                               | Gone for Good    |
| 5  | Não Há Segunda Chance    | 2003             | 2007/2020             | Arx/Arqueiro | 9788530600921                                               | No Second Chance |
| 6  | Apenas um Olhar          | 2004             | 2019                  | Arqueiro     | 9788580419757                                               | Just One Look    |
| 7  | O Inocente               | 2005             | 2013                  | Arqueiro     | 9788580412246                                               | The Innocent     |
| 8  | Silêncio na Floresta     |                  | 2009                  | Arx          | 9788502082595                                               | The Woods        |
| 9  | Confie em Mim            | 2008             | 2009                  | Arqueiro     | 9788599296462                                               | Hold Tight       |
| 10 | Cilada                   | 2010             | 2010                  | Arqueiro     | 9788599296936                                               | Caught           |
| 11 | Fique Comigo             | 2012             | 2013                  | Arqueiro     | 9788580411294                                               | Stay Close       |
| 12 | Seis Anos Depois         | 2013             | 2014                  | Arqueiro     | 9788580412536                                               | Six Years        |
| 13 | Que Falta Você me Faz    | 2014             | 2015                  | Arqueiro     | 9788580414035                                               | Missing You      |
| 14 | Não fale com estranhos   | 2015             | 2016                  | Arqueiro     | 9788580415711                                               | The Stranger     |
| 15 | A Grande Ilusão          | 2016             | 2017                  | Arqueiro     | 9788580417241                                               | Fool Me Once     |
| 16 | Até o fim                | 2018             | 2019                  | Arqueiro     | 9788580419382                                               | Don't Let Go     |
| 17 | Custe o que custar       | 2019             | 2020 (15 Out)         | Arqueiro     | ASIN: B08HSSM9T2                                            | Run Away         |
| 18 | Eu Vou Te Encontar       | 2023             | 2024 (07 Mar 24)      | Arqueiro     | ISBN: 9786555656077 EAN: 9786555656077 eISBN: 9786555656084 | I Will Find You  |